# Georg Grimm
Georg Grimm  (* 25. Februar 1868 in Rollhofen bei Nürnberg; † 26. August 1945 in Utting am Ammersee) war ein deutscher Jurist, königlich-bayerischer Amtsrichter und Pionier des Buddhismus in Deutschland.

## Leben
Nachdem Georg Grimm zunächst mit dem Ziel des katholischen Priesteramts Studien der Theologie absolviert hatte, wandte er sich der Rechtswissenschaft zu und wurde Richter. Er wurde als Oberlandesgerichtsrat 1919 pensioniert.
Sein Interesse an philosophischen Fragen führte ihn zu einer intensiven Beschäftigung mit Arthur Schopenhauer. 1911 war er mit Karl-Eugen Neumann und Paul Deussen einer der Gründer der Schopenhauer-Gesellschaft. Durch Schopenhauer wurde er auf den Buddhismus aufmerksam. Seine Verbindung mit Carl Du Prel, dessen Philosophie der Mystiker ihn anregte, war gleichfalls von Einfluss auf Grimm. Er wandte sich indologischen Studien zu, wobei er insbesondere Pali lernte, die Sprache, in denen sich die ältesten Reden des Buddha erhalten haben. In seiner juristischen Laufbahn galt er als der 'mildeste Richter des Bayerns'. Mit dem damals bedeutenden Indologen und Philosophen Paul Deussen, einem Jugendfreund von Friedrich Nietzsche, verband Georg Grimm eine lebenslange Freundschaft. Zusammen mit dem Indologen und Pali-Forscher Karl Seidenstücker gründete er am 20. Juli 1921 in Utting am Ammersee die „Buddhistische Gemeinde für Deutschland“, die am 26. September 1924 in die „Buddhistische Loge zu den Drei Juwelen“ und im Juni 1935 in die 'Altbuddhistische Gemeinde' (ABG) umgewandelt wurde. Bis zu ihrer Auflösung gegen Ende 2002 hatte die Gemeinde in Utting ihren Sitz.

## Lehre
Georg Grimms Interpretation des Buddhismus unterscheidet sich von fast allen buddhistischen Richtungen Asiens durch seine Interpretation des Anatta. Er geht im Gegensatz zu diesen davon aus, dass der Buddha nicht lehren wollte, dass es im letzten Sinn kein Ich gibt, sondern dass er im Gegenteil das wahre und unsterbliche Ich des Menschen offenlegen wollte. Am nächsten kommt Grimms Sichtweise damit noch der Lehre der heute erloschenen Lehrrichtung des Pudgalavada. Sein Abweichen von der buddhistischen Tradition wurde ausführlich von dem Indologen Helmuth von Glasenapp und dem Philosophen Volker Zotz untersucht und kritisiert.

## Veröffentlichungen (Auswahl)
- Buddha und Christus. Kein höheres Gesetz als die Wahrheit. Neuer Geist, Leipzig 1928.
- Buddhistische Weisheit. Das Geheimnis des ICH. Bausteine der Erkenntnis. Altbuddhistische Gemeinde, Utting 1979.
- Die Lehre des Buddho. Die Religion der Vernunft und der Meditation. Hrsg. Maya Keller-Grimm und Max Hoppe. Aurum, Freiburg 1988.
- Die Todesfurcht und ihre Überwindung. Utting (Altbuddhistische Gemeinde) 1996.
- Ewige Fragen. Die religiösen Grundprobleme und ihre Lösung im indischen Geiste. Eine Einführung in die philosophischen Religionen. 2. erweit. Auflage. Konstanz 1950.
- Der Buddhaweg für dich.  3., überarb. Auflage. Adyar, Satteldorf 1998.
- Der Samsāro, die Weltenirrfahrt der Wesen. Theosophisches Verlagshaus, Leipzig 1935.